# Громадська активність
Громадська активність — активність людей, направлена на розв'язання громадських (суспільних) проблем під час якої для досягнення мети актив[істи] співпрацюють з іншими людьми. Громадська активність з'являється в ситуаціях коли люди стикаються з проблемами або ж ситуаціями які зачіпають не лише їх, але й інших людей, і беруться розв'язати ці проблеми чи змінити ситуації, при цьому головним в досягненні мети є взаємодія чи співпраця з іншими людьми — як тими хто знаходиться в такому ж положенні чи має ті ж проблеми так і співробітниками різних установ чи органів влади.
В широкому розумінні поняття охоплює усі види колективної невиробничої активності в суспільстві, у вузькому сенсі цього слова громадську активність відрізняють від політичної, хоч остання є лише підвидом першої.
В Україні найрозвинутішими є такі форми громадської активності: політична; боротьба за свої майнові права, особливо пов'язана з невиплатою зарплат та незаконною забудовою; екологічний рух; захист прав людини чи точніше боротьба з їхніми порушеннями.
У неполітичній громадській активності населення зараз в Україні провідну роль відіграють так звані нові соціальні рухи. Значно меншу роль відіграю класичні «грантові» громадські організації — хоч вони чисельніші та краще організовані, однак їх діяльність значно менше зачіпає широкі версти людей.